# Gráfica de una función

En un sistema de coordenadas cartesianas se han representado las curvas de algunas raíces, así como de sus potencias, en el intervalo [0,1]. La diagonal, de ecuación y = x, es eje de simetría entre cada curva y la curva de su inversa.

En matemáticas, la gráfica de una función es un tipo de representación gráfica que permite conocer intuitivamente el comportamiento de dicha representación y ayuda más en los números
{\displaystyle y=2sen(x+z)y}
el gráfico es el conjunto de todos los pares ordenados (x, f(x)) de la función f, es decir, como un subconjunto del producto cartesiano X×Y. Se representa gráficamente mediante una  correspondencia entre los elementos del conjunto dominio y los del conjunto imagen.
Las únicas funciones que se pueden establecer de forma no ambigua mediante líneas, son las de una sola variable, con un sistema de coordenadas cartesianas, donde cada abscisa representa un valor de la variable del dominio y cada coordenada representa el valor correspondiente del conjunto imagen. Si la función es continua, entonces la gráfica formará una línea recta o curva. En el caso de funciones de dos variables es posible visualizarlas de forma unívoca mediante una proyección geométrica, pero a partir de tres variables tan solo es posible visualizar cortes (con un plano) de la función para los que los valores de todas las variables, excepto dos, permanezcan constantes. Algunos software de representación usan además colores, o curvas de nivel lo cual se puede lograr una representación satisfactoria.
El concepto de gráfica de una función se generaliza a la gráfica de una relación. Notar que si bien cada función tiene una única representación gráfica, pueden existir varias funciones que tengan la misma, pero con dominios y codominios diferentes.

## Definición de Dominio

Dada una función {\displaystyle f:\mathbb {R} \to \mathbb {R} }, se llama dominio a los valores de origen {\displaystyle D} en los que está definida, es decir, {\displaystyle x\in D\subset \mathbb {R} } si {\displaystyle \exists y\in \mathbb {R} } tal que {\displaystyle y=f(x)}:
Casos según el intervalo {\displaystyle D}:
- {\displaystyle a<x<b|\exists y=f(x)}
- {\displaystyle a<x\leq b|\exists y=f(x)}
- {\displaystyle a\leq x<b|\exists y=f(x)}
- a
        ≤
        x
        ≤
        b
        
          |
        
        ∃
        y
        =
        f
        (
        x
        )
      
    
    {\displaystyle a\leq x\leq b|\exists y=f(x)}{\displaystyle a\leq x\leq b|\exists y=f(x)}

## Análisis de una función en un punto
En una función real del tipo:
{\displaystyle {\begin{array}{rccl}f:&\mathbb {R} &\longrightarrow &\mathbb {R} \\&x&\longmapsto &y=f(x)\end{array}}}
Al analizar esta función en un punto {\displaystyle x=a} aparecen los siguientes casos:
{\displaystyle Funci{\acute {o}}n\left\{{\begin{array}{l}Continua\left\{{\begin{array}{l}Derivable\\No\;derivable\end{array}}\right.\\Discontinua\left\{{\begin{array}{l}Evitable\\Esencial\left\{{\begin{array}{l}De\;primera\;especie\left\{{\begin{array}{l}De\;salto\;finito\\De\;salto\;infinito\\Asint{\acute {o}}tica\end{array}}\right.\\De\;segunda\;especie\end{array}}\right.\\\end{array}}\right.\end{array}}\right.}
Una norma mnemotécnica para el estudio de la continuidad consiste en ver si para trazar la gráfica de una función se tiene que levantar o no el lápiz, en caso afirmativo diremos que la función no es continua o que hay algún tipo de discontinuidad.

### Puntos de continuidad
Definida una función: f, de los números reales, sobre los números reales, donde a cada x real se le asocia una y real, representado y = f(x):
{\displaystyle {\begin{array}{rccl}f:&R&\longrightarrow &R\\&x&\longmapsto &y=f(x)\end{array}}}
Sí a medida que la variable x se aproxima a un valor a, la variable y se aproxima a un valor L, diremos que L es el límite de f cuando x tiende a a:
{\displaystyle \lim _{x\to a}f(x)=L}
Si una función tiene límite en un punto ese límite ha de ser único (unicidad del límite), el valor del límite, en caso de existir no tiene por qué coincidir con el valor de la función en ese punto.
Si una función tiene límite en un punto, y el valor del límite es el mismo que el valor de la función en ese punto, se dice que la función es continua en ese punto:
{\displaystyle \lim _{x\to a}f(x)=L=f(a)}

### Puntos de discontinuidad
En los puntos extremos de cada intervalo de definición de la función, o en los puntos intermedios de los intervalos de existencia, que presenten discontinuidad, se presenta un punto de discontinuidad, que puede ser de alguno de estos tipos:

{\displaystyle {\mbox{Discontinuidad}}{\color {Red}\left\{{\begin{array}{l}{\mbox{Evitable}}\\{\mbox{Esencial}}{\color {PineGreen}\left\{{\begin{array}{l}{\mbox{De primera especie}}{\color {Blue}\left\{{\begin{array}{l}{\mbox{De salto finito}}\\{\mbox{De salto infinito}}\\{\mbox{Asintótica}}\end{array}}\right.}\\\\{\mbox{De segunda especie}}\end{array}}\right.}\\\end{array}}\right.}}

#### Galería de discontinuidades
| | | | |
| {\displaystyle \left\{{\begin{array}{l}{\underset {x\to {a}^{-}}{\lim }}\;f(x)=\infty \\\\\nexists \;{\underset {x\to {a}^{+}}{\lim }}\;f(x)\end{array}}\right.} | {\displaystyle \left\{{\begin{array}{l}{\underset {x\to {a}^{-}}{\lim }}\;f(x)=-\infty \\\\\nexists \;{\underset {x\to {a}^{+}}{\lim }}\;f(x)\end{array}}\right.} | {\displaystyle \left\{{\begin{array}{l}{\underset {x\to {a}^{-}}{\lim }}\;f(x)=L\\\\\nexists \;{\underset {x\to {a}^{+}}{\lim }}\;f(x)\end{array}}\right.} | {\displaystyle \left\{{\begin{array}{l}{\underset {x\to {a}^{-}}{\lim }}\;f(x)=L\\\\\nexists \;{\underset {x\to {a}^{+}}{\lim }}\;f(x)\\\\f(a)=L\end{array}}\right.} |
| De segunda especie. | De segunda especie. | De segunda especie. | De segunda especie. |
| | | | |
| {\displaystyle \left\{{\begin{array}{l}\nexists \;{\underset {x\to {a}^{-}}{\lim }}\;f(x)\\\\{\underset {x\to {a}^{+}}{\lim }}\;f(x)=\infty \end{array}}\right.} | {\displaystyle \left\{{\begin{array}{l}\nexists \;{\underset {x\to {a}^{-}}{\lim }}\;f(x)\\\\{\underset {x\to {a}^{+}}{\lim }}\;f(x)=-\infty \end{array}}\right.} | {\displaystyle \left\{{\begin{array}{l}\nexists \;{\underset {x\to {a}^{-}}{\lim }}\;f(x)\\\\{\underset {x\to {a}^{+}}{\lim }}\;f(x)=L\end{array}}\right.} | {\displaystyle \left\{{\begin{array}{l}\nexists \;{\underset {x\to {a}^{-}}{\lim }}\;f(x)\\\\{\underset {x\to {a}^{+}}{\lim }}\;f(x)=L\\\\f(a)=L\end{array}}\right.} |
| De segunda especie. | De segunda especie. | De segunda especie. | De segunda especie. |
| | | | |
| {\displaystyle \left\{{\begin{array}{l}{\underset {x\to {a}^{-}}{\lim }}\;f(x)=\infty \\\\{\underset {x\to {a}^{+}}{\lim }}\;f(x)=\infty \end{array}}\right.} | {\displaystyle \left\{{\begin{array}{l}{\underset {x\to {a}^{-}}{\lim }}\;f(x)=-\infty \\\\{\underset {x\to {a}^{+}}{\lim }}\;f(x)=\infty \end{array}}\right.} | {\displaystyle \left\{{\begin{array}{l}{\underset {x\to {a}^{-}}{\lim }}\;f(x)=\infty \\\\{\underset {x\to {a}^{+}}{\lim }}\;f(x)=-\infty \end{array}}\right.} | {\displaystyle \left\{{\begin{array}{l}{\underset {x\to {a}^{-}}{\lim }}\;f(x)=-\infty \\\\{\underset {x\to {a}^{+}}{\lim }}\;f(x)=-\infty \end{array}}\right.} |
| Asintótica. | Asintótica. | Asintótica. | Asintótica. |
| | | | |
| {\displaystyle \left\{{\begin{array}{l}{\underset {x\to {a}^{-}}{\lim }}\;f(x)=L\\\\{\underset {x\to {a}^{+}}{\lim }}\;f(x)=\infty \end{array}}\right.} | {\displaystyle \left\{{\begin{array}{l}{\underset {x\to {a}^{-}}{\lim }}\;f(x)=L\\\\{\underset {x\to {a}^{+}}{\lim }}\;f(x)=\infty \\\\f(a)=L\end{array}}\right.} | {\displaystyle \left\{{\begin{array}{l}{\underset {x\to {a}^{-}}{\lim }}\;f(x)=L\\\\{\underset {x\to {a}^{+}}{\lim }}\;f(x)=-\infty \end{array}}\right.} | {\displaystyle \left\{{\begin{array}{l}{\underset {x\to {a}^{-}}{\lim }}\;f(x)=L\\\\{\underset {x\to {a}^{+}}{\lim }}\;f(x)=-\infty \\\\f(a)=L\end{array}}\right.} |
| De salto infinito. | De salto infinito. | De salto infinito. | De salto infinito. |
| | | | |
| {\displaystyle \left\{{\begin{array}{l}{\underset {x\to {a}^{-}}{\lim }}\;f(x)=\infty \\\\{\underset {x\to {a}^{+}}{\lim }}\;f(x)=L\end{array}}\right.} | {\displaystyle \left\{{\begin{array}{l}{\underset {x\to {a}^{-}}{\lim }}\;f(x)=\infty \\\\{\underset {x\to {a}^{+}}{\lim }}\;f(x)=L\\\\f(a)=L\end{array}}\right.} | {\displaystyle \left\{{\begin{array}{l}{\underset {x\to {a}^{-}}{\lim }}\;f(x)=-\infty \\\\{\underset {x\to {a}^{+}}{\lim }}\;f(x)=L\end{array}}\right.} | {\displaystyle \left\{{\begin{array}{l}{\underset {x\to {a}^{-}}{\lim }}\;f(x)=-\infty \\\\{\underset {x\to {a}^{+}}{\lim }}\;f(x)=L\\\\f(a)=L\end{array}}\right.} |
| De salto infinito. | De salto infinito. | De salto infinito. | De salto infinito. |
| | | | |
| {\displaystyle \left\{{\begin{array}{l}{\underset {x\to {a}^{-}}{\lim }}\;f(x)=L1\\\\{\underset {x\to {a}^{+}}{\lim }}\;f(x)=L2\\\\L1\neq L2\end{array}}\right.} | {\displaystyle \left\{{\begin{array}{l}{\underset {x\to {a}^{-}}{\lim }}\;f(x)=L1\\\\{\underset {x\to {a}^{+}}{\lim }}\;f(x)=L2\\\\L1\neq L2\end{array}}\right.} | {\displaystyle \left\{{\begin{array}{l}{\underset {x\to {a}^{-}}{\lim }}\;f(x)=L1\\\\{\underset {x\to {a}^{+}}{\lim }}\;f(x)=L2\\\\L1\neq L2\end{array}}\right.} | {\displaystyle \left\{{\begin{array}{l}{\underset {x\to {a}^{-}}{\lim }}\;f(x)=L\\\\{\underset {x\to {a}^{+}}{\lim }}\;f(x)=L\\\\\nexists \;f(a)\end{array}}\right.} |
| De salto finito. | De salto finito. | De salto finito. | Evitable |

## Ejemplos
- La gráfica de la función

{\displaystyle f(x)=\left\{{\begin{matrix}a,&{\mbox{si }}x=1\\b,&{\mbox{si }}x=2\\c,&{\mbox{si }}x=3.\end{matrix}}\right.}
es {(1,a), (2,b), (3,c)}.

Gráfica de la función x^{3}-9x.

- La gráfica del polinomio cúbico en la recta real

{\displaystyle f(x)={{x^{3}}-9x}\!\ }
es {(x,x3-9x) : donde x es un número real}.  Si el conjunto se representa en un plano cartesiano, el resultado es como el de la imagen.

## Método para representar la gráfica de una función de una variable
Una función con una variable dependiente y otra independiente se puede representar gráficamente en un eje de ordenadas y abscisas correspondiendo el valor de cada variable a la posición en los ejes. Normalmente se utiliza la variable {\displaystyle \,x} para el eje de abscisas y la variable {\displaystyle \,y} para el eje de ordenadas. 
Para dibujar, construir o representar la gráfica de una función {\displaystyle f} se pueden seguir los pasos siguientes:
1. Buscar el dominio de la función, Dom{\displaystyle f(x)}
2. Se detectan aquellos valores x reales en que {\displaystyle f(x)} sea discontinua, es decir, aquellos que no estén definidos en el dominio, y se procede a estudiar los límites cuando x tiene a x por la izquierda y por la derecha. De este modo, si x es un punto aislado y no un intervalo, se puede deducir hacia dónde tiende la función cuando pasa cerca del punto x.
3. Buscar los límites cuando x tiende a infinito o menos infinito, para averiguar cuándo en el eje de abscisas se tiende al resultado del límite.
4. Estudio de la monotonía. Calculando la primera derivada {\displaystyle f'(x)} e igualándola a cero, se obtienen los posibles candidatos a extremos de la función. Luego se procede a determinar si {\displaystyle f(x)} es creciente o decreciente entre dos puntos extremos viendo si la derivada es positiva o negativa, respectivamente.
5. Se estudia la curvatura de {\displaystyle f(x)}, igualando a cero esta vez la segunda derivada {\displaystyle f''(x)}, obteniéndose los posibles puntos de inflexión. Se estudia el signo de {\displaystyle f''(x)} en los intervalos, y así:

en los x donde {\displaystyle f''(x)} es negativa, entonces {\displaystyle f(x)} es cóncava
en los x donde {\displaystyle f''(x)} es positiva, entonces {\displaystyle f(x)} es convexa.

### Signo de una función
El signo de una función en un punto esta determinado por el signo que tiene el valor de la coordenada y (es decir, el correspondiente a la imagen).
Decimos que una función es positiva en un punto con coordenadas (a,f(a)) si el signo de f(a) es positivo.
Decimos que una función es negativa en un punto con coordenadas (a,f(a)) si el signo de f(a) es negativo.
En general, podemos determinar que una función es positiva en todo punto que se encuentre por encima del eje x. Si está por debajo, la función es negativa.
De esta forma, decimos que una función es positiva en un intervalo (a,b) si el signo de las imágenes de todos los valores dentro de ese intervalo es positivo.
Análogamente, una función es negativa en un intervalo (a,b) si el signo de las imágenes de todos los valores dentro de ese intervalo es negativo.
Llamamos Conjunto de Positividad al conjunto de valores del dominio cuyas imágenes son positivas. Los definimos así: C+= {{\displaystyle x\in Dominio(f)/f(x)>0}}
Llamamos Conjunto de Negatividad al conjunto de valores del dominio cuyas imágenes son negativas. Los definimos así: C-= {{\displaystyle x\in Dominio(f)/f(x)<0}}
Los puntos que son intersección con el eje x, no tienen signo, ya que estos puntos que están sobre el eje x son lo que llamamos raíces, donde la imagen es 0, y este no tiene signo. Entonces los conjuntos C+ y C- son siempre abiertos.
De esta forma, concluimos que los conjuntos de positividad y negatividad están determinados por sus raíces.

#### Teorema de Bolzano
Si una función f(x) es continua en un intervalo (a,b) y tiene distintos signos en los extremos del mismo, entonces la función tiene por lo menos una raíz real en ese intervalo.
Esto podemos interpretarlo como, si una función cambia de signo es porque necesariamente pasó por una raíz, ya que para poder pasar de valores positivos a negativos (o de negativos a positivos) tiene que pasar por el 0 (y este 0 es una raíz).
Este teorema se puede utilizar para saber el signo de una función en todo su dominio.

### Ecuación de primer grado
Una ecuación de primer grado es fácilmente representada en un eje conociendo sus propiedades.
{\displaystyle \,y=mx+n}
En una ecuación de primer grado el número que corresponde a {\displaystyle \,m} corresponde a la tangente del ángulo que forma la recta respecto al eje de abscisas. El valor de {\displaystyle \,n} corresponde al punto que corta el eje de ordenadas.
La representación de una recta es simple: se necesitan dos valores puntos de la función a partir de dónde se va a representar la recta. Esos dos puntos son de manera general {\displaystyle \,(0,n)} y {\displaystyle \left(-{\frac {n}{m}},0\right)}.
 Ejemplo 
Vamos a representar la función polinómica de primer grado. En primer lugar, necesitamos dos puntos de la recta. Para ello vamos a usar los puntos en los que la función corta los ejes. Es decir:
Eje OX: {\displaystyle \,y=2\rightarrow x=-{\frac {2}{3}}}
Eje OY: {\displaystyle \,x=0\rightarrow y=2}

### Caso general
Para representar una función {\displaystyle \,f(x)} debemos seguir los siguientes pasos:
- El primer paso es encontrar el dominio {\displaystyle \,D_{f}}.
- El segundo paso es encontrar los cortes con los ejes {\displaystyle \,X} e {\displaystyle \,Y}.
- El tercer paso es encontrar el signo de la función en los intervalos en los que no existe el dominio o hay un corte con el eje {\displaystyle \,X}.
- El cuarto paso es calcular las asíntotas que puede tener la función (horizontales, oblicuas y verticales).
- El quinto paso es buscar los posibles extremos igualando la primera derivada a 0.
- El sexto paso es estudiar la monotonía de la función. Es decir, los intervalos en los que crece o decrece.
- El séptimo paso es encontrar los puntos de inflexión igualando la segunda derivada a 0.
- El octavo paso es estudiar la forma (cóncava o convexa) de la función.

#### Ejemplo
Vamos a estudiar la representación gráfica de la función:
{\displaystyle f(x)={\cfrac {x^{2}+4x+3}{x^{2}+5x+6}}}
Dominio.
Los puntos en los que la función no existe son los que el denominador vale 0. Por lo tanto:
{\displaystyle x^{2}+5x+6=0\;\rightarrow \;{\begin{cases}x=-3\\x=-2\end{cases}}}
Es decir, el dominio será:
{\displaystyle D_{f}=(-\infty ,-3)\cup (-3,-2)\cup (-2,+\infty )}
Cortes con los ejes.
Los cortes con el eje {\displaystyle \,X} se encuentran cuando {\displaystyle \,y=0} y el corte con el eje {\displaystyle \,Y} cuando {\displaystyle \,x=0}. Por lo tanto:
Cortes eje x es cuando el numerador vale 0:
{\displaystyle x^{2}+4x+3=0\;\rightarrow \;{\begin{cases}x=-3\\x=-1\end{cases}}}
Cortes eje y es el valor de la función para x= 0:
{\displaystyle y=f(0)={\frac {0^{2}+4\cdot 0+3}{0^{2}+5\cdot 0+6}}\;\rightarrow \;y=f(0)={\frac {1}{2}}}
Signo.
El signo de un intervalo no cambia a menos que haya una discontinuidad o un corte en el eje {\displaystyle \,X}. Por tanto, para estudiar el signo vamos a usar los intervalos dónde tenemos la seguridad que el signo no va a cambiar, que son los siguientes:
{\displaystyle (-\infty ,-3)\rightarrow +}
{\displaystyle (-3,-2)\rightarrow +}
{\displaystyle (-2,-1)\rightarrow -}
{\displaystyle (-1,+\infty )\rightarrow +}
Asíntotas.
Verticales: Las asíntotas verticales ocurren cuando la función tiende a infinito por un valor real de la variable. Es decir, cuando el denominador es igual a 0. Para encontrarlas debemos hacer el límite cuando {\displaystyle \,x} tiende a esos valores.
{\displaystyle \lim _{x\to -3}\,{\frac {x^{2}+4x+3}{x^{2}+5x+6}}=\lim _{x\to -3}{\frac {(x+1)(x+3)}{(x+2)(x+3)}}=2}
{\displaystyle \lim _{x\to -2}\,{\frac {x^{2}+4x+3}{x^{2}+5x+6}}=\lim _{x\to -2}{\frac {-1}{0}}=\infty }
Por lo que hay una asíntota vertical {\displaystyle \,x=-2} y un punto vacío para {\displaystyle \,x=-3}.
Horizontales: Si el límite cuando {\displaystyle x\to \pm \infty } tiende a un número, decimos que hay asíntota horizontal.
{\displaystyle \lim _{x\to -\infty }{\frac {x^{2}+4x+3}{x^{2}+5x+6}}=1}
{\displaystyle \lim _{x\to +\infty }{\frac {x^{2}+4x+3}{x^{2}+5x+6}}=1}
Por lo que hay asíntota horizontal {\displaystyle \,y=1} tanto por la derecha como por la izquierda. Además, no habrá ninguna asíntota oblicua.
Posibles extremos.
Los extremos relativos se encuentran buscando los valores por los que {\displaystyle f^{\prime }(x)=0}. Por lo tanto, primero debemos encontrar la derivada de la función:
{\displaystyle f^{\prime }(x)={\frac {1}{x^{2}+4x+4}}}
Y ahora buscar los valores por los cuales vale cero:
{\displaystyle {\frac {1}{x^{2}+4x+4}}=0}
{\displaystyle 1=0\,}
No tiene solución, por lo que no habrá extremos relativos.
Crecimiento.
Vamos a estudiar los intervalos en los que la primera derivada es positiva o negativa, es decir, los intervalos en los que la función crece o decrece.
{\displaystyle (-\infty ,-2)\rightarrow f^{\prime }(x)=+\rightarrow f(x)\;\mathrm {crece} }
{\displaystyle (-2,+\infty )\rightarrow f^{\prime }(x)=+\rightarrow f(x)\;\mathrm {crece} }
Por lo que la función crece en la totalidad de sus puntos.
Puntos de inflexión.
A partir de la segunda derivada {\displaystyle f^{\prime \prime }(x)} vamos a encontrar los puntos de inflexión.
{\displaystyle f^{\prime \prime }(x)=-{\frac {2}{x^{3}+6\,x^{2}+12\,x+8}}}
Igual que antes, no tiene solución, por lo que no hay puntos de inflexión.
Gráfica
La función está definida para todo x real, excepto para los puntos de discontinuidad: x= -3 y x=-2, en el primer punto presenta una discontinuidad evitable, dándole el valor (-3,2), en el segundo la discontinuidad es asintótica, siendo la recta vertical x= -2 la asintota.
La función corta al eje x en el punto (-1,0) y al eje y en (0, 0’5).
Para valores de x menores de –2 y mayores de –1 la función toma valores positivos, y para valores comprendidos entre –2 y –1, la función toma valores negativos.
La función es creciente y convexa en todo el dominio de definición, y tiene una asíntota horizontal y= 1

### Herramientas para dibujar la gráfica de una función
- Calculadora gráfica
- Osciloscopio
- Instrumento de medición
- Papel milimetrado
- Herramientas de dibujo